# Carretera Arrecife-Órzola
La LZ-1 es una de las carreteras principales de la isla de Lanzarote en Canarias, España. Partiendo desde la capital insular Arrecife, comunica la zona norte de la isla, finalizando en la localidad de Órzola, en el municipio de Haría, puerto de conexión de Lanzarote con la isla de La Graciosa. El tramo de esta vía entre la Circunvalación de Arrecife y Tahíche se encuentra desdoblado.
Como Carretera de Interés Regional, forma parte del denominado Eje Órzola-Arrecife-Playa Blanca. El Gobierno de Canarias ostenta su titularidad, encargándose el Cabildo de Lanzarote de su mantenimiento.